# Genoni
Genoni (sardinski: Jaròi, Geròni) je grad i općina (comune) u pokrajini Južnoj Sardiniji u regiji Sardiniji, Italija. Nalazi se na nadmorskoj visini od 447 metara i ima populaciju od 832 stanovnika.
 Prostire se na teritoriju od 43,79 km². Gustoća naseljenosti je 19 st/km².
Susjedne općine su: Albagiara, Assolo, Genuri, Gesturi, Gonnosnò, Laconi, Nuragus, Nureci, Setzu i Sini.